# Rutka-Tartak
Rutka-Tartak, (Litouws: Rūtelė) is een dorp in het Poolse woiwodschap Podlachië, in het district Suwalski. De plaats maakt deel uit van de gemeente Rutka-Tartak en telt 410 inwoners.